# Кастеллана-Сикула
Кастеллана-Сикула (итал. Castellana Sicula) — коммуна в Италии, располагается в регионе Сицилия, подчиняется административному центру Палермо.
Население составляет 3829 человек, плотность населения составляет 53 чел./км². Занимает площадь 72 км². Почтовый индекс — 90020. Телефонный код — 0921.